# Antoni Fontanet Obrador
Antoni Fontanet Obrador (Felanitx, Mallorca, 1919 - 31 de gener de 2021) va ser un empresari mallorquí. Després d'una primera etapa poc coneguda, en la qual sembla que col·laborà amb negocis de Joan March i Ordinas, inicià la seva carrera de forma autodidacta l'any 1950 amb l'empresa de cafè "Cafè Rico Societat Anònima". Després d'això, als anys 60, fundà la fàbrica de farines Fontanet, a Felanitx. A mitjans dels anys 70 es converti en accionista majoritari de Harinas de Mallorca. Als anys vuitanta començà a controlar diferents fàbriques de pinsos composts, que unificà en l'empresa "Piensos Equilibrados Mallorca (PIEMA)". La seva activitat empresarial ha incorporat la producció de farina, de pinsos, de cafè, la producció de carn (aviram, porcí i boví), disposant d'un escorxador i una empresa especialitzada en la comercialització de carn de pollastre (MATISA). Propietari de la possessió de sa Llapassa, a Llucmajor, hi ha mantengut una ramaderia de vaques de llet. Va ser soci fundador de PRILAC, a Porreres, dedicada a l'elaboració de derivats lactis. També és propietari de l'empresa de construcció Antoni Fontanet.
El 2016 fou elegit Empresari de l'any per la CAEB.